# Marcin Dzieński
Marcin Dzieński (* 22. Januar 1993) ist ein polnischer Speedkletterer.

## Karriere
Marcin Dzieński tritt seit 2011 im Kletterweltcup an. 2013 wurde er in Chamonix Vizeeuropameister. Im Juni 2014 stand er erstmals auch im Weltcup auf dem Podest; er wurde in Haiyang Zweiter. Rund vier Monate später siegte er in Mokpo erstmals bei der Elite.
2016 gewann er drei weitere Weltcups und konnte sich so den Gesamtweltcup im Speedklettern sichern. Im selben Jahr wurde er in Paris Weltmeister und holte er sich außerdem den Sieg beim Rockmaster in Arco.
In Campitello di Fassa wurde Marcin Dzieński 2017 Europameister.
2020 kletterte er in einem von Red Bull organisierten Promotionswettkampf gegen einen 23 Meter hohen Aufzug an und gewann den Wettkampf in 12,12 s.
2023 wurde er bei den Europaspielen in seiner Heimatstadt Tarnów Dritter. Er ist insgesamt zwölffacher polnischer Meister im Speedklettern.